# Estatua de Abraham Lincoln (Monumento a Lincoln)
Abraham Lincoln es una estatua monumental del decimosexto presidente de los Estados Unidos, Abraham Lincoln (1809–1865), esculpida por Daniel Chester French (1850–1931) y tallada por los hermanos Piccirilli. Está en el Monumento a Lincoln (construido entre 1914 y 1922), en el National Mall, Washington D. C. (Estados Unidos). Se inauguró en 1922. El trabajo sigue las tradiciones de estilo Beaux Arts y Renacimiento estadounidense.

## Descripción
La estatua de 170 toneladas está compuesta por 28 bloques de mármol blanco de Georgia (Georgia Marble Company) y se eleva 9,1 m desde el suelo, incluidos los 5,8 m de una figura sentada (con sillón y reposapiés) sobre un pedestal 3,4 m de alto. La figura de Lincoln mira directamente al frente y ligeramente hacia abajo con una expresión de gravedad y solemnidad. Su levita está desabrochada y una gran bandera de los Estados Unidos cubre el respaldo y los costados de la silla. French prestó especial atención a las expresivas manos de Lincoln, que descansan sobre los enormes brazos de una silla ceremonial semicircular, cuyos frentes llevan fasces, emblemas de autoridad de la antigüedad romana. French usó moldes de sus propios dedos para lograr la colocación correcta.

## Historia

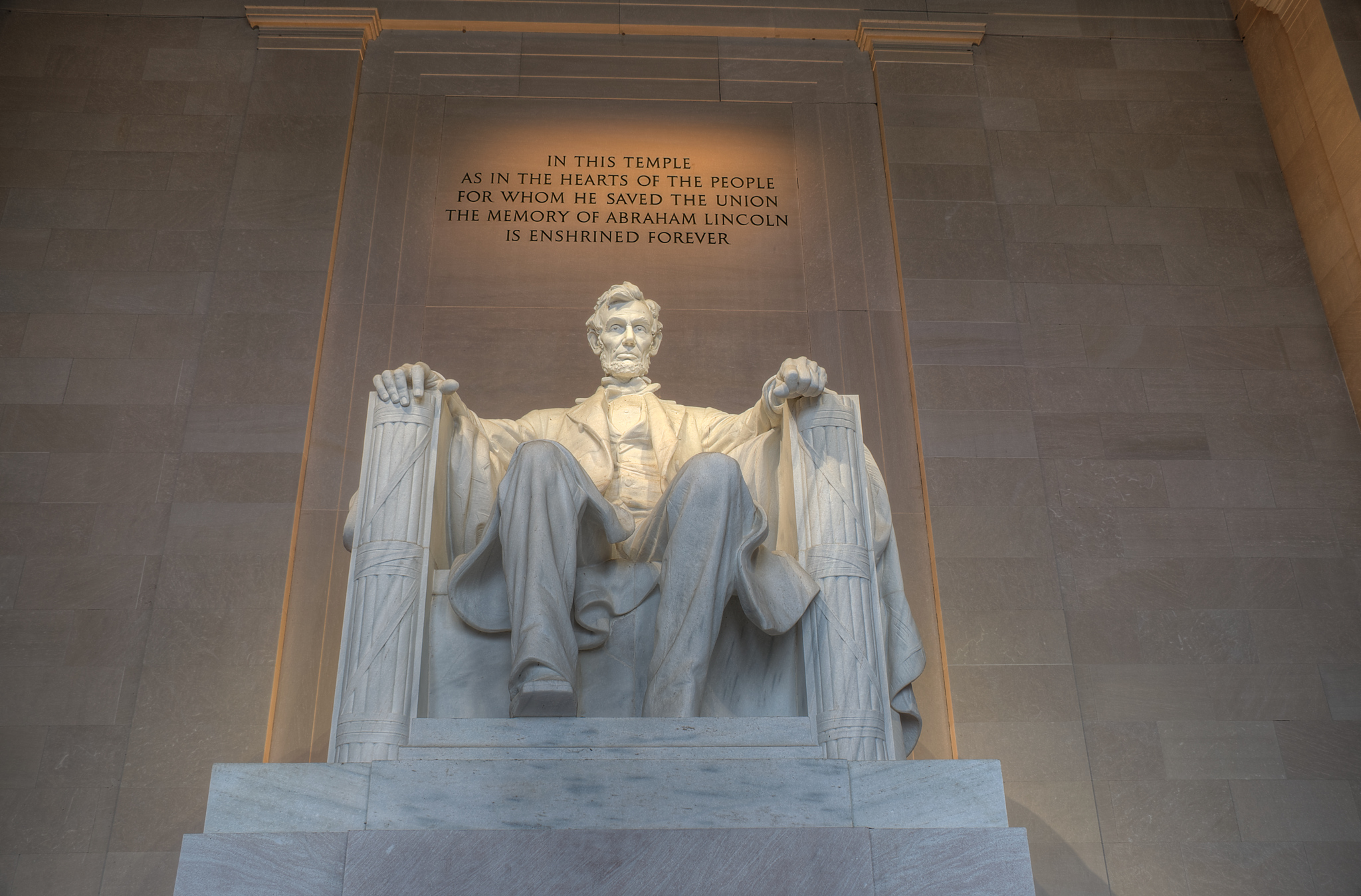

Daniel Chester French fue seleccionado en 1914 por el Comité del Monumento a Lincoln para crear una estatua de Lincoln como parte del monumento que diseñaría el arquitecto Henry Bacon (1866-1924). French ya era famoso por su estatua de The Minute Man de 1874 en Concord y otras obras como su estatua de John Harvard de 1884. También fue la elección personal de Bacon, quien ya había estado colaborando con él durante casi 25 años. French renunció a su cargo de presidente de la Comisión de Bellas Artes en Washington D. C., un grupo estrechamente relacionado con el diseño y la creación del monumento, y comenzó a trabajar en diciembre.

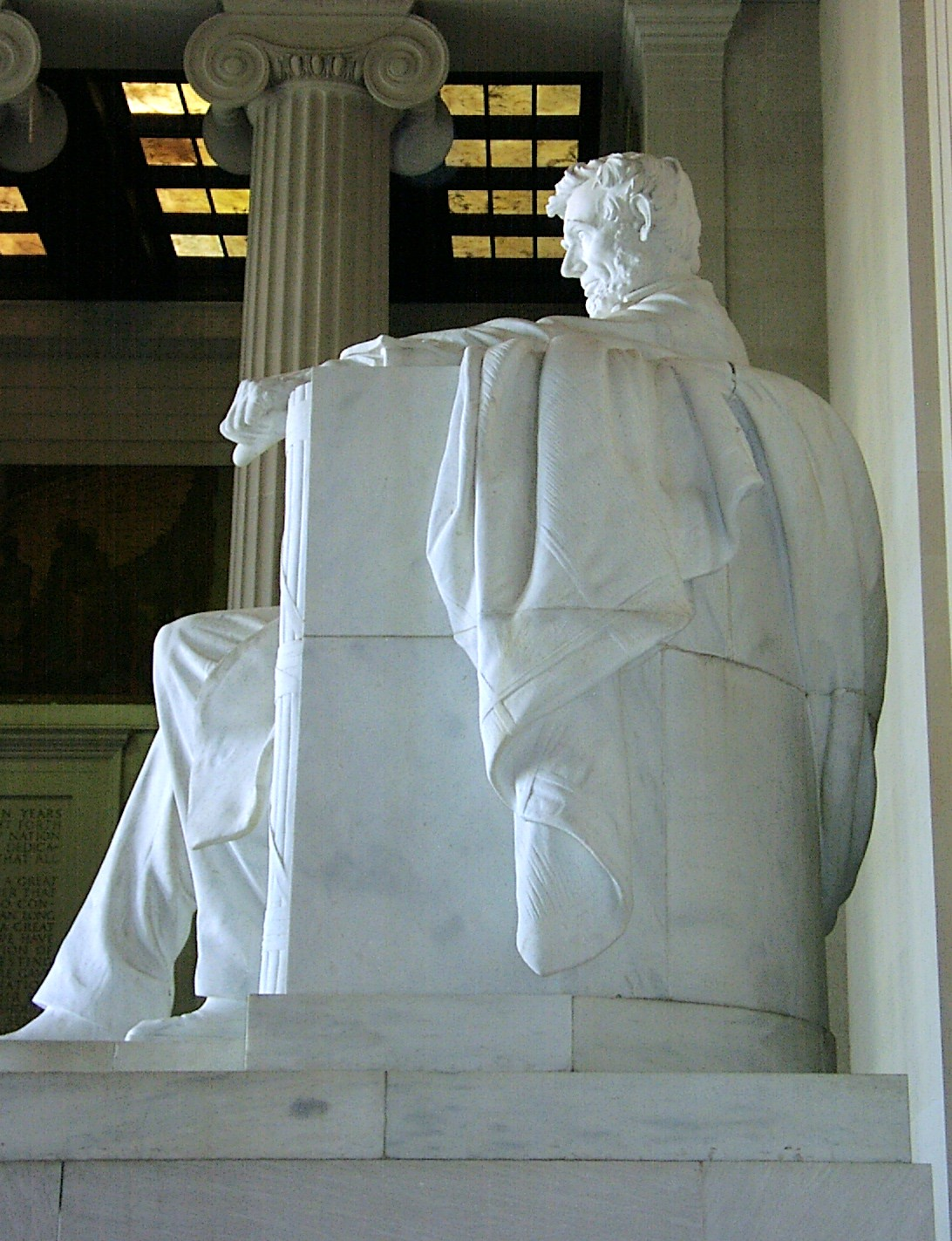

French ya había creado (1909-1912) una importante estatua conmemorativa de Lincoln, esta de pie, para el Capitolio de Nebraska (Abraham Lincoln, 1912) en la ciudad de Lincoln. Sus estudios previos de Lincoln, que incluían biografías, fotografías y una máscara de vida de Lincoln realizada por Leonard Volk en 1860, lo habían preparado para la desafiante tarea de la estatua más grande. Para el monumento nacional, él y Bacon decidieron que lo más apropiado sería una gran figura sentada. French comenzó con un pequeño estudio de arcilla y posteriormente creó varios modelos de yeso, cada vez haciendo cambios sutiles en la pose o el entorno de la figura. No colocó al presidente en un asiento ordinario del siglo XIX, sino en una silla clásica que incluía fasces, un símbolo romano de autoridad, para transmitir que el tema era una eminencia para todas las épocas.

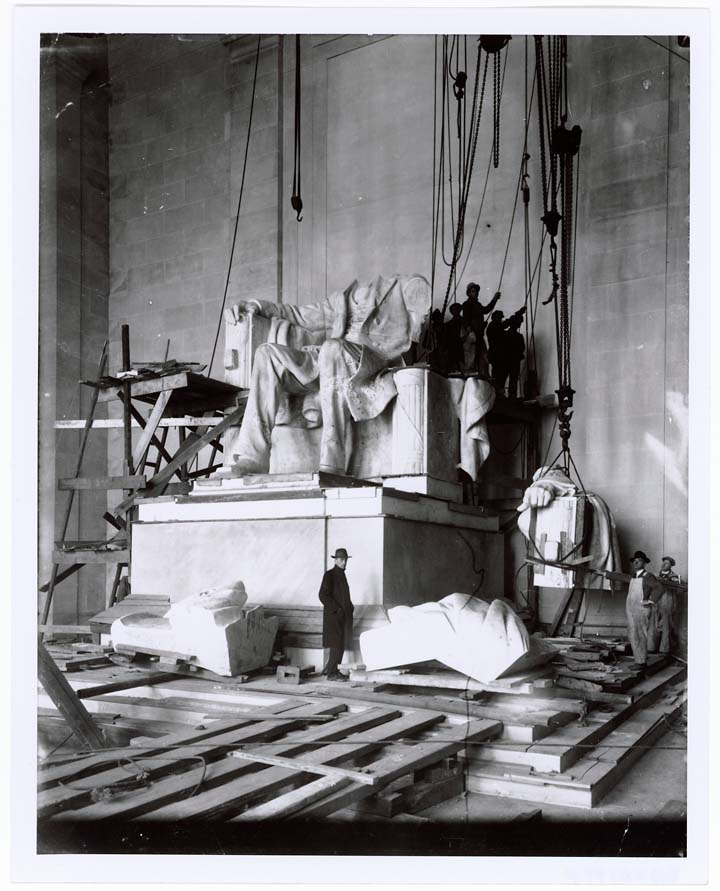
Instalación de la estatua en 1920

Tres modelos de yeso de la estatua de Lincoln se encuentran en French's Chesterwood Studio, un sitio histórico del National Trust en Stockbridge, incluido un boceto de yeso (1915) y un modelo de yeso de seis pies (1916). El segundo de los yesos de French, creado en Chesterwood en el verano de 1916 (inscrito el 31 de octubre) se convirtió en la base del trabajo final, que originalmente se concibió como una escultura de bronce de 3,7 m. Al decidir el tamaño de la estatua final, French y Bacon tomaron ampliaciones fotográficas del modelo del monumento en construcción. Finalmente, se encargó a los colaboradores de mucho tiempo de French, la firma Piccirilli Brothers, que tallaran una escultura mucho más grande, en mármol de una cantera cerca de Tate.
Tomó un año completo para que el diseño de French se transfiriera a los enormes bloques de mármol. French proporcionó los trazos finales en el estudio de los talladores en El Bronx y después de que la estatua fuera ensamblada en el memorial del National Mall en 1920. La iluminación de la estatua fue un problema particular. Al crear la obra, French había entendido que una gran claraboya proporcionaría iluminación natural directa desde arriba, pero esto no se incluyó en los planos finales. La luz horizontal del este hizo que los rasgos faciales de Lincoln parecieran aplanados, haciéndolo parecer que miraba fijamente en blanco, en lugar de tener una expresión digna, y resaltó sus espinillas. French consideró esto un desastre. Al final, se ideó un arreglo de luces eléctricas para corregir esta situación. El trabajo se dio a conocer en la inauguración formal del monumento el 30 de mayo de 1922.

## Leyendas
A menudo se dice que la figura de Lincoln está firmando sus propias iniciales en el alfabeto manual estadounidense: A con la mano izquierda, "L" con la derecha. El Servicio de Parques Nacionales es, en el mejor de los casos, ambivalente con respecto a la historia y dice: "Se necesita algo de imaginación para ver las señales en las manos de Lincoln".  French tenía un hijo sordo y había representado a Thomas Hopkins Gallaudet firmando en el alfabeto manual.